# الکس دیروکو
الکس دیروکو (انگلیسی: Alex Di Rocco؛ زادهٔ ۳۰ دسامبر ۱۹۷۰) بازیکن فوتبال اهل فرانسه است.
از باشگاه‌هایی که در آن بازی کرده‌است می‌توان به باشگاه ورزشی آمیان، باشگاه فوتبال کان، باشگاه فوتبال سن-اتین، باشگاه فوتبال تروا، باشگاه فوتبال سدان، و باشگاه فوتبال آبردین اشاره کرد.